# Loi sur les parcs nationaux et la faune sauvage de 1974
 (janvier 2024).
La Loi sur les parcs nationaux et la faune sauvage de 1974 (en anglais National Parks and Wildlife Act 1974) est une législation adoptée par le Parlement de la Nouvelle-Galles du Sud dans le but explicite de conserver le patrimoine naturel et culturel de l'État de Nouvelle-Galles du Sud, de favoriser l'appréciation, la compréhension et la jouissance par le public de son patrimoine naturel et culturel.

## Héritage culturel

### Contenu de la loi
Le patrimoine culturel que la Loi de 1974 sur les parcs nationaux et la faune cherche à conserver comprend « ..les lieux, objets et caractéristiques d'importance pour les peuples autochtones . » ; « lieux de valeur sociale pour les habitants de la Nouvelle-Galles du Sud. » ; et « lieux d'importance historique, architecturale ou scientifique ».

### Définition de patrimoine autochtone
La National Parks and Wildlife Act 1974 est la principale législation sur laquelle s'appuie la Nouvelle-Galles du Sud au sein de l'État pour gérer et protéger efficacement le patrimoine culturel aborigène de l'État.
L'article 84 prévoit qu'un lieu doit être désigné « lieu autochtone », quand il « revêt ou revêtait une importance particulière à l'égard de la culture autochtone », ce qui permet de mettre en place des protections spéciales.